# Pheosia
Pheosia là một chi bướm đêm thuộc họ Notodontidae.

## Các loài
- Pheosia gnoma (Fabricius, 1777)
- Pheosia tremula (Clerck, 1759)
- Pheosia fusiformis (Matsumura)
- Pheosia buddhista (Püngeler, 1899)
- Pheosia albivertex (Hampson, [1893])
- Pheosia rimosa Packard, 1864 (đồng nghĩa: Pheosia portlandia Hy. Edwards, 1886
- ?Pheosia dimidiata Herrich-Schäffer, 1856

## Hình ảnh

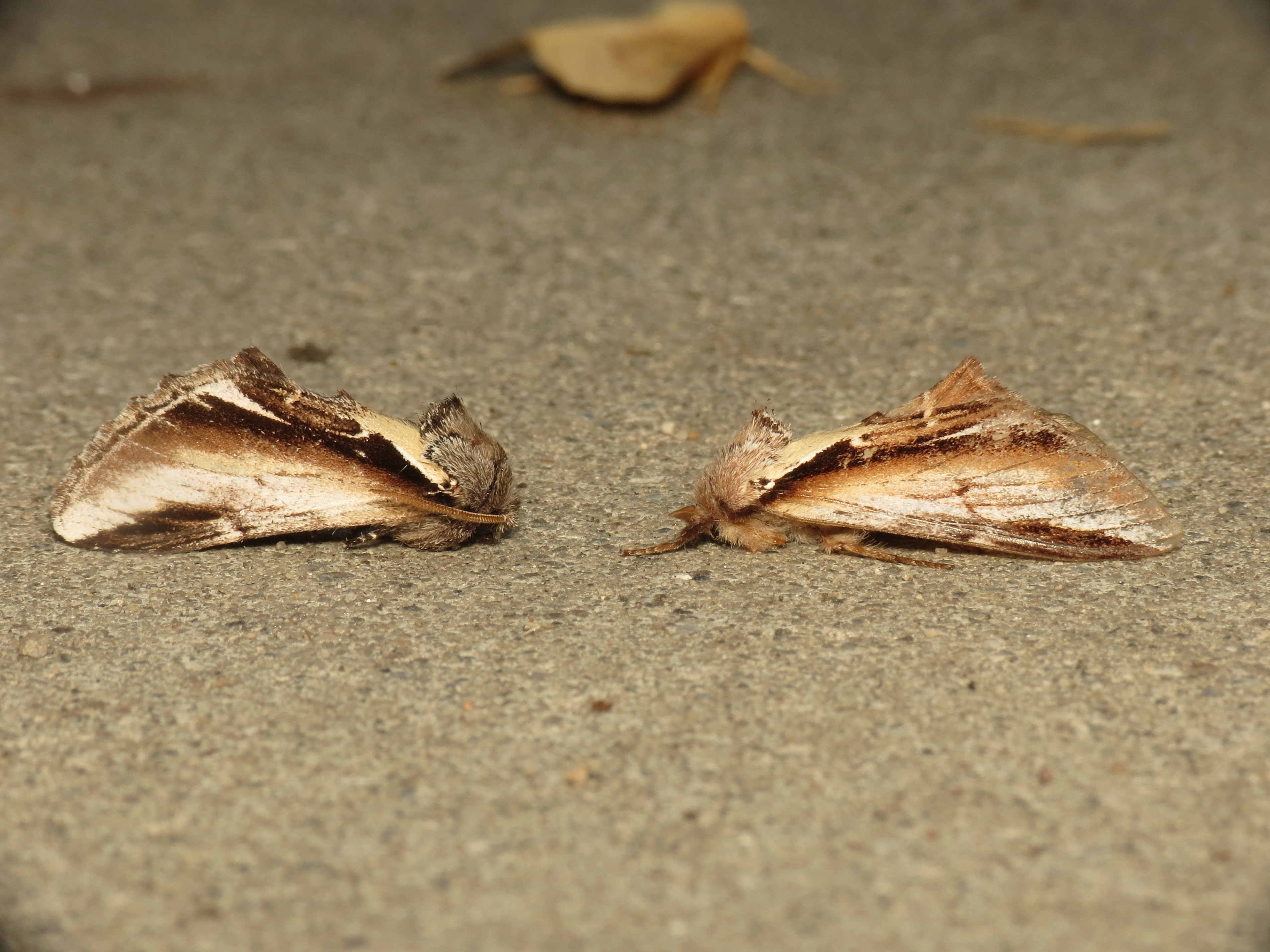
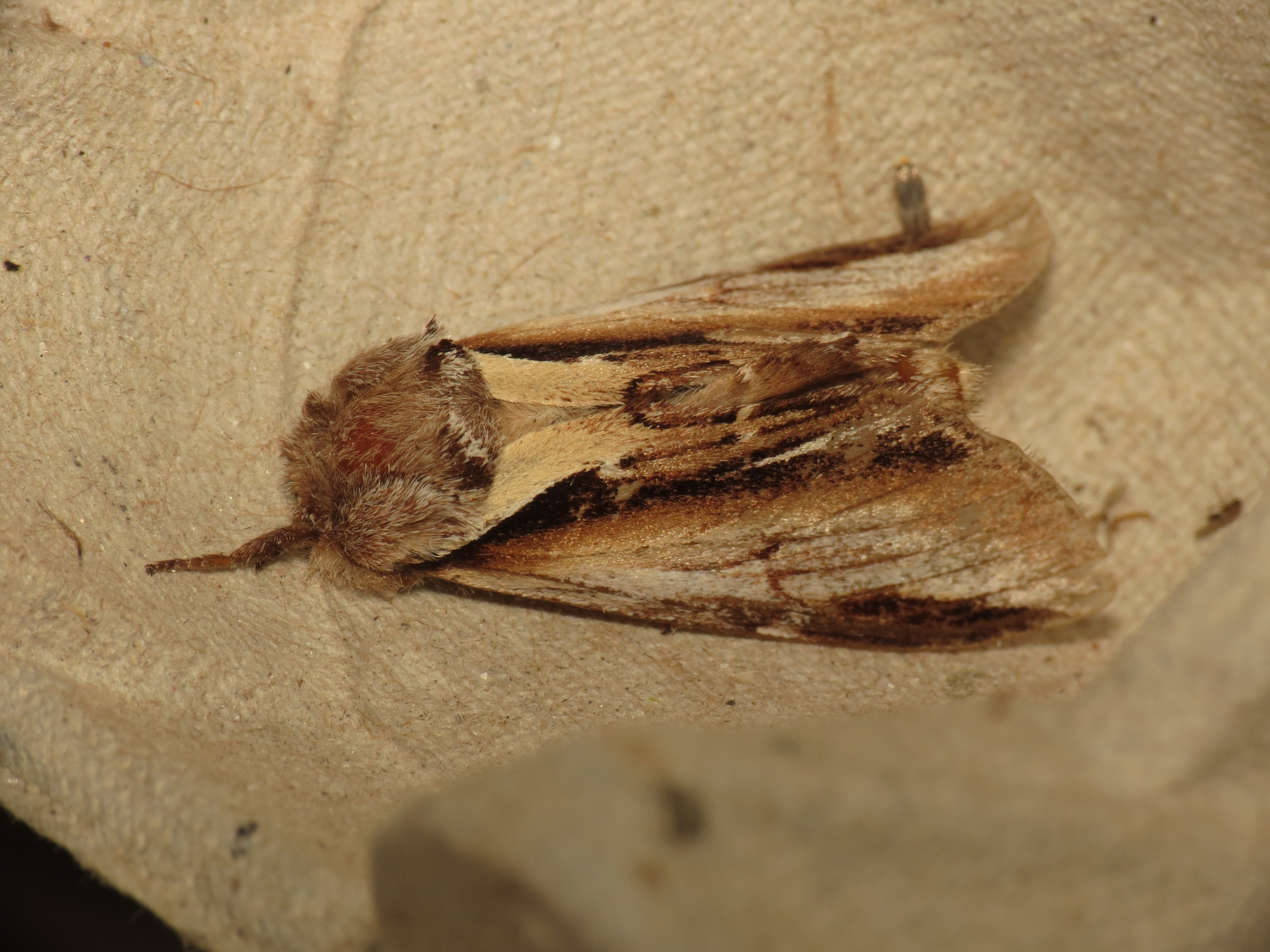
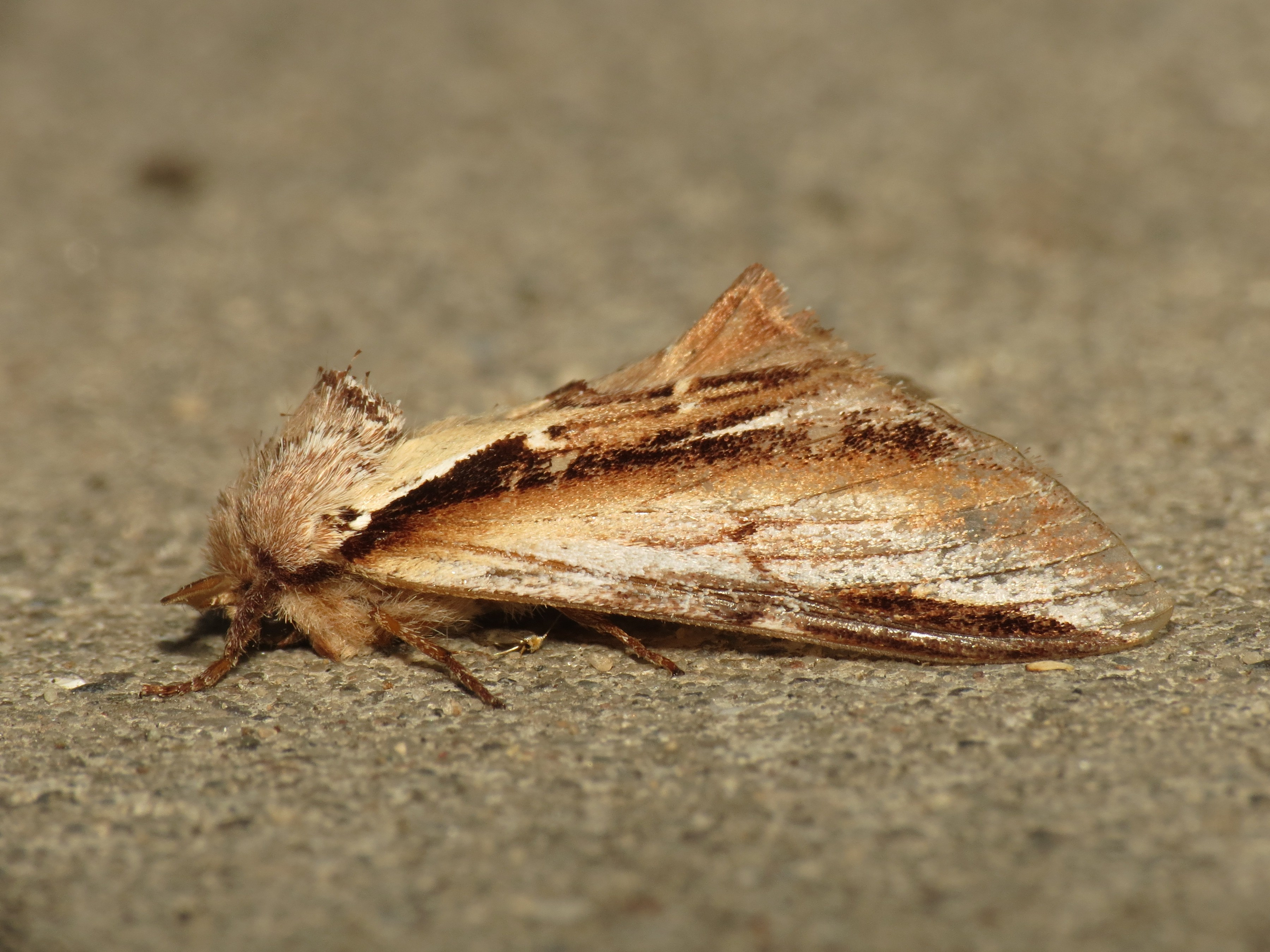